# Nieuw-Zeeland op de Olympische Zomerspelen 1980
Nieuw-Zeeland nam deel aan de Olympische Zomerspelen 1980 in Moskou, Sovjet-Unie. Er namen slechts 5 atleten deel aan de spelen omwille van de boycot door de invasie van de Sovjet-Unie in Afghanistan.

## Deelnemers en resultaten
(m) = mannen, (v) = vrouwen, (g) = gemengd

### Kanovaren
| Olympiër                                               | Discipline    | Resultaat | Prestatie                                                                                                   |
| ------------------------------------------------------ | ------------- | --------- | --- |
| Ian Ferguson                                           | K-1 500m (m)  | 7e        | serie 3: 3de in 1.46,02 halve finale 1: 2de in 1.46,87 finale: 7de in 1.47,36                               |
| Ian Ferguson                                           | K-1 1000m (m) | 8e        | serie 1: 6de in 3.59,07 herkansingen: 3de in 3.54,46 halve finale 2: 3de in 3.54,05 finale: 8ste in 3.53,78 |
| Alan Thompson Geoff Walker                             | K-2 500m (m)  | 12e       | serie 2: 6de in 1.39,30 herkansingen: 2de in 1.39,32 halve finale 3: 4de in 1.38,38                         |
| Alan Thompson Geoff Walker                             | K-2 1000m (m) | 8e        | serie 3: 2de in 3.34,43 halve finale 2: 3de in 3.38,64 finale: 8ste in 3.33,83                              |
| Ian Ferguson Paul MacDonald Alan Thompson Geoff Walker | K-4 1000m (m) | 12e       | serie 2: niet gestart                                                                                       |

### Moderne vijfkamp
| Olympiër    | Discipline  | Resultaat | Prestatie   |
| ----------- | ----------- | --------- | ----------- |
| Brian Newth | individueel | 40e       | 4486 punten |

Afghanistan · Algerije · Andorra · Angola · Australië · België · Benin · Birma · Botswana · Brazilië · Bulgarije · Colombia · Congo-Brazzaville · Costa Rica · Cuba · Cyprus · Denemarken · Dominicaanse Republiek · Duitse Democratische Republiek · Ecuador · Ethiopië · Finland · Frankrijk · Griekenland · Groot-Brittannië · Guatemala · Guinee · Guyana · Hongarije · Ierland · IJsland · India · Irak · Italië · Jamaica · Joegoslavië · Jordanië · Kameroen · Koeweit · Laos · Lesotho · Libanon · Liberia · Libië · Luxemburg · Madagaskar · Mali · Malta · Mexico · Mongolië · Mozambique · Nederland · Nepal · Nicaragua · Nieuw-Zeeland · Nigeria · Noord-Korea · Oeganda · Oostenrijk · Peru · Polen · Portugal · Puerto Rico · Roemenië · San Marino · Senegal · Seychellen · Sierra Leone · Sovjet-Unie · Spanje · Sri Lanka · Syrië · Tanzania · Trinidad en Tobago · Tsjecho-Slowakije · Venezuela · Vietnam · Zambia · Zimbabwe · Zweden · Zwitserland